# Mala Gora (Zreče)
Mala Gora (Duits: Malagora) is een plaats in Slovenië en maakt deel uit van de gemeente Zreče in de NUTS-3-regio Savinjska. De plaats telde 27 inwoners op 1 januari 2020.